# The Grange Festival
O The Grange Festival é um festival de ópera de verão que dá continuação às produções de ópera na mansão The Grange, em Hampshire. A primeira temporada começou em 7 de junho de 2017 e apresentou óperas de Monteverdi, Bizet e Britten.

A produção de espetáculos de ópera na propriedade The Grange iniciou-se em 1998, com organização dos fundadores da Grange Park Opera, Wasfi Kani e Michael Moody. Em 2020, foi construída no local um teatro de ópera que mereceu vários prémios. Dezassete anos depois do primeiro festival, a Grange Park Opera decidiu mudar-se para instalações próprias no final da temporada de 2016, após uma disputa sobre o valor do arrendamento do espaço. Para dar continuidade à apresentação de ópera no local, foi formando o The Grange Festival, em janeiro de 2016, com Michael Chance, Rachel Pearson e Michael Moody como co-fundadores. A Bournemouth Symphony Orchestra e The Academy of Ancient Music foram nomeadas como as orquestras residentes do festival. 